# Zemitrella regis
Zemitrella regis är en snäckart som beskrevs av Powell 1940. Zemitrella regis ingår i släktet Zemitrella och familjen Columbellidae. Inga underarter finns listade i Catalogue of Life.